# Ski de fond aux Jeux olympiques de 2026
Navigation
Pékin 2022 Alpes françaises 2030
Les épreuves de ski de fond aux Jeux olympiques d'hiver de 2026 se déroulent du 7 au 22 février 2026 dans le Stade de fond de Lago à Tesero, situé dans le val di Fiemme en Italie. 
Pour la première fois, hommes et femmes s’affrontent sur les mêmes distances quelles que soient les épreuves.

## Qualifications
296 places (148 hommes et 148 femmes) sont disponibles pour les athlètes pour participer aux Jeux avec six épreuves par genre.
Chaque nation ne peut aligner que 8 concurrents hommes et 8 concurrentes femmes dans la compétition, et 4 concurrents par épreuves.
Toutes les nations comptant au moins un athlète qui a 300 points au classement FIS (établi le 19 janvier 2026) ou au moins un participant aux Championnats du monde de ski nordique 2025 ou au moins un participant aux championnats du monde U23 2025, dispose d'un quota dans la catégorie masculine, respectivement féminine.
La qualification est basée sur le classement de la coupe des Nations 2025 à l'issue de la saison 2024/2025 ; dans chaque genre (hommes et femmes) les 20 premiers du classement se verront attribuer un quota : 
- 4 places de quota pour les pays classés de 1 à 5
- 3 places de quota pour les pays classés de 6 à 10
- 2 places de quota pour les pays classés de 11 à 20
- 1 place de quota pour les pays classés de 21 à 30

| Quota      | Hommes | Femmes |
| ---------- | ------ | ------ |
| 4 athlètes |        |        |
| 3 athlètes |        |        |
| 2 athlètes |        |        |
| 1 athlète  |        |        |

Il reste un maximum de 138 quotas par sexe qui sont attribués aux nations selon leurs classements jusqu'à l’atteinte des quotas maximum
- 1er tour : 1 place supplémentaire pour les pays classés de 1 à 5 par ordre croissant
- 2e tour : 1 place supplémentaire pour les pays classés de 1 à 10 par ordre croissant
- 3e tour : 1 place supplémentaire pour les pays classés de 1 à 20 par ordre croissant
- 4e tour : 1 place supplémentaire pour les pays classés par ordre croissant
- 10 places sont réservées si des athlètes sont éligibles sans que leurs nations ne soient classées.

## Calendrier
| Heure | Horaire local de l'épreuve (UTC +1) Heure de Paris (UTC +1) |

| Épreuves | Épreuves | Jour de compétition (Février 2026) | Jour de compétition (Février 2026) | Jour de compétition (Février 2026) | Jour de compétition (Février 2026) | Jour de compétition (Février 2026) | Jour de compétition (Février 2026) | Jour de compétition (Février 2026) | Jour de compétition (Février 2026) | Jour de compétition (Février 2026) | Jour de compétition (Février 2026) | Jour de compétition (Février 2026) | Jour de compétition (Février 2026)  | Jour de compétition (Février 2026) | Jour de compétition (Février 2026) | Jour de compétition (Février 2026) | Jour de compétition (Février 2026) |
| Épreuves | Épreuves | Sam. 7                             | Dim. 8                             | Lun. 9                             | Mar. 10                            | Mer. 11                            | Jeu. 12                            | Ven. 13                            | Sam. 14                            | Dim. 15                            | Lun. 16                            | Mar. 17                            | Mer. 18                             | Jeu. 19                            | Ven. 20                            | Sam. 21                            | Dim. 22                            |
| Hommes   | Hommes   |                                    | Skiathlon 12:30-14:00              |                                    | Sprint 09:15-10:45 11:45-13:50     |                                    |                                    | 10 km 12:00-13:55                  |                                    | Relais 4x7.5km 12:00-14:00         |                                    |                                    | Team sprint 09:45-10:45 11:45-13:15 |                                    |                                    | 50 km 11:00-14:05                  |                                    |
| Femmes   | Femmes   | Skiathlon 13:00-14:50              |                                    |                                    | Sprint 09:15-10:45 11:45-13:50     |                                    | 10 km 13:00-14:55                  |                                    | Relais 4x7.5km 12:00-14:00         |                                    |                                    |                                    | Team sprint 09:45-10:45 11:45-13:15 |                                    |                                    |                                    | 50 km 10:00-13:35                  |

## Résultats

### Hommes
| Épreuve                                                             | Or | Or | Argent | Argent | Bronze | Bronze |
| ------------------------------------------------------------------- | -- | -- | ------ | ------ | ------ | ------ |
| Sprint (Libre) résultats détaillés                                  |    |    |        |        |        |        |
| Sprint par équipes (Classique) résultats détaillés                  |    |    |        |        |        |        |
| Relais 4 × 7,5 km (Classique et libre) résultats détaillés          |    |    |        |        |        |        |
| 10 km (Libre) résultats détaillés                                   |    |    |        |        |        |        |
| 20 km skiathlon (10 km classique + 10 km libre) résultats détaillés |    |    |        |        |        |        |
| 50 km départ groupé (Classique) résultats détaillés                 |    |    |        |        |        |        |

### Femmes
| Épreuve                                                             | Or | Or | Argent | Argent | Bronze | Bronze |
| ------------------------------------------------------------------- | -- | -- | ------ | ------ | ------ | ------ |
| Sprint (Libre) résultats détaillés                                  |    |    |        |        |        |        |
| Sprint par équipes (Classique) résultats détaillés                  |    |    |        |        |        |        |
| Relais 4 × 7,5 km (Classique et libre) résultats détaillés          |    |    |        |        |        |        |
| 10 km (Libre) résultats détaillés                                   |    |    |        |        |        |        |
| 20 km skiathlon (10 km classique + 10 km libre) résultats détaillés |    |    |        |        |        |        |
| 50 km départ groupé (Classique) résultats détaillés                 |    |    |        |        |        |        |

## Tableau des médailles
- Pays organisateur ( Italie)

| Rang | Pays | Médaille d'or, Jeux olympiques | Médaille d'argent, Jeux olympiques | Médaille de bronze, Jeux olympiques | Total |